# Bistum Miracema do Tocantins
Das Bistum Miracema do Tocantins (lat.: Dioecesis Miracemanus Tocantinensis) ist eine in Brasilien gelegene römisch-katholische Diözese mit Sitz in Miracema do Tocantins im Bundesstaat Tocantins.

## Geschichte
Das Bistum Miracema do Tocantins wurde am 11. Oktober 1966 durch Papst Paul VI. mit der Päpstlichen Bulle De animorum utilitate aus Gebietsabtretungen des Bistums Porto Nacional als Territorialprälatur Miracema do Norte errichtet. Die Territorialprälatur wurde dem Erzbistum Goiânia als Suffragan unterstellt.
Am 4. August 1981 wurde die Territorialprälatur Miracema do Norte zum Bistum erhoben. Das Bistum Miracema do Norte wurde am 4. Oktober 1989 in Bistum Miracema do Tocantins umbenannt. Am 27. März 1996 gab das Bistum Miracema do Tocantins Teile seines Territoriums zur Gründung des Erzbistums Palmas ab. Das Bistum Miracema do Tocantins ist dem Erzbistum Palmas als Suffraganbistum unterstellt.
Am 31. Januar 2023 gab das Bistum Teile seines Territoriums zur Errichtung des Bistums Araguaína ab.

## Territorium
Das Bistum umfasst nach der Anpassung der Bistumsgrenzen zum Bistum Cristalândia und nach der Errichtung des Bistums Araguaína die im Bundesstaat Tocantins gelegenen Municipios Abreulândia, Araguacema, Barra do Ouro, Barrolândia, Bernardo Sayão, Bom Jesus do Tocantis, Brasilândia, Centenário, Colmeia, Colinas do Tocantis, Couto Magalhães, Dois Irmãos, Fortaleza do Tabocão, Goianorte, Guaraí, Itacajá, Itapiratins, Itaporã, Juarina, Miracema do Tocantins, Miranorte, Pedro Afonso, Pequizeiro, Presidente Kennedy, Recursolândia, Rio dos Bois, Santa Maria do Tocantins, Tupirama und Tupiratins.

## Ordinarien

### Prälaten von Miracema do Norte
- James Collins CSsR, 1966–1981

### Bischöfe von Miracema do Norte
- James Collins CSsR, 1981–1989

### Bischöfe von Miracema do Tocantins
- James Collins CSsR, 1989–1996
- João José Burke OFM, 1996–2006
- Philip Dickmans, seit 2008